# Münkeboe
Münkeboe [mʏnkəˈboː] ist seit der Gemeindegebietsreform vom 1. Juli 1972 ein Ortsteil der Gemeinde Südbrookmerland im Landkreis Aurich in Ostfriesland. Münkeboe hatte im Jahre 2005 etwa 1800 Einwohner. Ortsvorsteher ist Erich Brungers (FWG).

## Sehenswürdigkeiten
Im Münkeboer Dörpmuseum werden seit 1990 alte Handwerkskunst und Arbeitsgeräte der ländlichen Bevölkerung ausgestellt. Das Museum beinhaltet unter anderem eine funktionsfähige Windmühle, eine komplett eingerichtete Stellmacherei, Schmiede, Tischlerei, Töpferei, Bäckerei, Schulzimmer und Kolonialwarenladen. Zu bestimmten Vorführzeiten sind diese Einrichtungen belebt. Das Museum gibt es auch in einer mobilen Ausführung, die überall zum Einsatz kommen kann.
Der Ort ist Namensgeber für den unmittelbar an seiner nördlichen Grenze in der Nachbargemeinde Großheide gelegenen Kiessee Münkeboe. Ein steil abfallender Abschnitt des Ufers ist als nicht zu betretendes Schutzgebiet beschildert, da hier eine Kolonie streng geschützter Uferschwalben brütet.

## Regelmäßige Veranstaltungen
Einmal im Jahr anlässlich der Münkeboer Festtage rollt ein Korso mit mehreren Wagen durch das alte Moorkolonistendorf. Dazu gehört auch ein Oldtimertreffen mit 600 alten Pkws, Motorrädern und Traktoren. Diese Veranstaltung ist auch touristisch von Bedeutung.

## Kirchen und Religionsgemeinschaften
In Münkeboe existiert eine Evangelisch-lutherische Kirchengemeinde um die Kirche Zum guten Hirten. Die Kirchengemeinde wurde 1896 aus den Kolonien Münkeboe und Moorhusen gebildet und unter Errichtung einer eigenen Pfarrstelle aus ihrer bisherigen Verbindung mit der Kirchengemeinde Engerhafe gelöst.
Angehörige der Evangelisch-Freikirchlichen Gemeinde werden von der Gemeinde im benachbarten Moorhusen betreut. Die für die wenigen Katholiken zuständige Kirche befindet sich in Aurich.